# Harm Jan van Bolhuis
Harm Jan van Bolhuis, heer van Bierum, (Groningen, gedoopt 10 januari 1766 - aldaar, 5 oktober 1824) was een Groningse politicus. Hij was van 1811 tot 1812 maire (burgemeester) van de stad Groningen.

## Leven en werk
Van Bolhuis werd in 1766 geboren als een zoon van de bakker en brouwer Abel Popko van Bolhuis en van Margien Alingh. Van Bolhuis was brouwer te Groningen. In 1786 werd Van Bolhuis aangesteld als luitenant-kolonel van de infanterie in het achtste bataljon. Hij was van 1797 tot 1798 lid van de municipaliteit van Groningen. Hij was in achtereenvolgens lid van de Tweede Nationale Vergadering, de Constituerende Vergadering en van Eerste Kamer van het Vertegenwoordigend Lichaam. Vanaf 1803 was hij lid van de municipaliteit van Holwierde. Van 1811 tot 1812 was hij maire van Groningen en van 1812 tot 1813 van Bierum. Van 1812 tot 1820 was hij notaris in Middelstum.
Van Bolhuis was grootgrondbezitter en bezat ook een houtzaagmolen bij Appingedam en een steenfabriek in Adorp.
Van Bolhuis trouwde op 13 april 1786 te Groningen met Geertje van Olst. In 1800 overleed zijn echtgenote. Hij trouwde twee jaren later met Elisabeth Reiding. Uit zijn eerste huwelijk werden drie kinderen, waaronder Hendrik van Bolhuis, geboren en uit zijn tweede huwelijk twee kinderen. Hij woonde samen met zijn tweede echtgenote op de borg Luinga. De borg kocht hij in 1805. Van Bolhuis overleed in 1824 op 58-jarige leeftijd in Groningen. Kort voor zijn overlijden was hij in financiële problemen gekomen. Vanwege zijn schulden moest hij onder meer Luinga verkopen.
- Biografisch Portaal: 32757469
- Parlement.com: vg09llu5c2f5